# Il grande imbroglio
Il grande imbroglio (Big Trouble) è un film del 1986 diretto da John Cassavetes.

## Trama
Leonard Hoffman lavora in una società di assicurazioni: è il classico esemplare del ceto medio americano, diligente e frustrato, in più assillato da una moglie che vuole vedere i tre loro figli iscritti in un college. Poiché la spesa è insostenibile, Leonard, che non sa come fare, crede di aver trovato la soluzione, lasciandosi però coinvolgere in un piano pazzesco, escogitato dalla coppia Blanche e Steve Rickey. Con la scusa e sotto l'etichetta di un'assicurazione sui fabbricati, si tratta di stipulare invece una polizza sulla vita, compresa tra le clausole quella della morte (di Steve, il marito) per caduta dal treno. Ne nasce una serie di cervellotiche vicende e di situazioni assurde e pericolose, con un Leonard intimorito che, travestito da Steve, fa il finto morto rotolando da un convoglio in corsa, mentre poi, in realtà, la strana coppia sostituirà il cadavere con quello (autentico) di uno sconosciuto barbone. Intanto la società, a ragione insospettita, non paga il premio reclamato e i due compari penetreranno nella sua sede per scassinare la cassaforte, giusto in tempo per trovare nel sottosuolo una banda di terroristi anticapitalisti, ben decisi a far saltare tutto. Pericolo sventato: ci sono Leonard e Steve a salvare tutto, con profonda soddisfazione dei dirigenti. Un premio consistente toccherà ad Hoffman e i tre ragazzi fanno le valigie per un ricco college, dove le loro attitudini musicali avranno modo di farli emergere per un brillante avvenire.

## Produzione
A metà riprese, il regista Andrew Bergman viene sostituito da John Cassavetes .